# Crassichroma
Crassichroma is een kevergeslacht uit de familie van de boktorren (Cerambycidae). De wetenschappelijke naam van het geslacht werd voor het eerst geldig gepubliceerd in 2009 door Vives, Bentanachs & Chew.

## Soorten
Crassichroma omvat de volgende soorten:
- Crassichroma aureopurpurea (Hayashi, 1987)
- Crassichroma cameronensis Vives, Bentanachs & Chew, 2009
- Crassichroma viridis Vives, Bentanachs & Chew, 2009